# Liste der Monuments historiques in Vouthon-Bas
Die Liste der Monuments historiques in Vouthon-Bas führt die Monuments historiques in der französischen Gemeinde Vouthon-Bas auf.

## Liste der Objekte
| Bezeichnung               | Beschreibung                           | Standort                        | Kennzeichnung | Schutzstatus | Datum | Bild |
| ------------------------- | -------------------------------------- | ------------------------------- | ------------- | ------------ | ----- | ---- |
| Skulptur Heiliger Stephan | Stein, farbig gefasst, 16. Jahrhundert | in der Kirche St-Étienne (Lage) | PM55002547    | Inscrit      | 1994  |      |
| Skulptur Madonna mit Kind | Stein, farbig gefasst, 16. Jahrhundert | in der Kirche St-Étienne (Lage) | PM55002548    | Inscrit      | 1994  |      |
| Kruzifix                  | Holz, farbig gefasst, 15. Jahrhundert  | in der Kirche St-Étienne (Lage) | PM55002606    | Inscrit      | 2005  |      |